# Đông Hưng, Nội Giang
Đông Hưng (giản thể: 东兴区; phồn thể: 東興區; bính âm: Dōngxīng Qū) là một khu (quận) thuộc thành phố Nội Giang, tỉnh Tứ Xuyên, Trung Quốc

### Nhai đạo
- Đông Hưng (东兴街道)
- Tây Lâm (西林街道)
- Tân Giang (新江街道)

### Trấn
- Hồi Gia (田家镇)
- Cao Lương (高梁镇)
- Thuận Hà (顺河镇)
- Quách Bắc (郭北镇)
- Bạch Cáp (白合镇)
- Dương Gia (杨家镇)
- Thạch Tử (石子镇)
- Bôi Mộc (椑木镇)
- Thắng Lợi (胜利镇)
- Cao Kiều (高桥镇)
- Song Tài (双才镇)
- Tiểu Hà Khẩu (小河口镇)

### Hương
- Thái An (太安乡)
- Đan Gia (苏家乡)
- Phú Khê (富溪乡)
- Đồng Phúc (同福乡)
- Bôi Nam (椑南乡)
- Đại Trị (大治乡)
- Liễu Kiều (柳桥乡)
- Tam Liệt (三烈乡)
- Vĩnh Đông (永东乡)
- Vĩnh Phúc (永福乡)
- Tân Điếm (新店乡)
- Song Kiều (双桥乡)
- Bình Thản (平坦乡)
- Trung Sơn (中山乡)